# Sjögren (fucile)
Lo Sjögren Inertia è un fucile semiautomatico a canna liscia, Calibro 12, progettato dallo svedese Carl Axel Theodor Sjögren agli inizi del Novecento. Prototipato e prodotto inizialmente dalla AB Svenska Vapen- och Ammunitionsfabriken, la produzione passò dopo pochissimi esemplari alla Håndvåbenværkstederne Kjøbenhavn in Danimarca.
L’arma, azionata a rinculo, impiega un sistema di chiusura inerziale analogo per certi aspetti a quello attualmente usato dalla Benelli in alcune delle sue armi.

## Sviluppo e funzionamento
Nel 1901, Sjögren ottenne il primo brevetto per un sistema di caricamento automatico (brevetto US739732A del 12 luglio 1901), seguito da altri due brevetti (1903 e 1905) che gettavano le basi per il funzionamento dell’intera arma. 
Il fucile è azionato a rinculo, ma non sfrutta una canna mobile per il riarmo. In molte della armi semiautomatiche di inizio Novecento (si pensi alle pistole Luger, C96 o ai fucili Browning Auto-5, Madsen-Rasmussen M1896) lo sblocco dell'otturatore era permesso dall'arretramento della canna (nelle due varianti a corto rinculo e lungo rinculo); Sjögren impiegò invece un sistema inerziale che eliminava la necessità di una canna mobile, aumentando (almeno in teoria) la precisione dell'arma.  
Con l’otturatore in posizione avanzata contro la culatta, la pressione sul grilletto aziona il dente di ritenzione, contenuto all’interno del blocco inerziale. Il percussore scatta quindi in avanti sotto l’azione della sua molla, andando a “incastrare” il blocco di chiusura in posizione nei rispettivi recessi sagomati nel castello dell’arma. Fintanto che il percussore è in posizione avanzata, il blocco di chiusura non può muoversi e l’arma è effettivamente “in chiusura”.

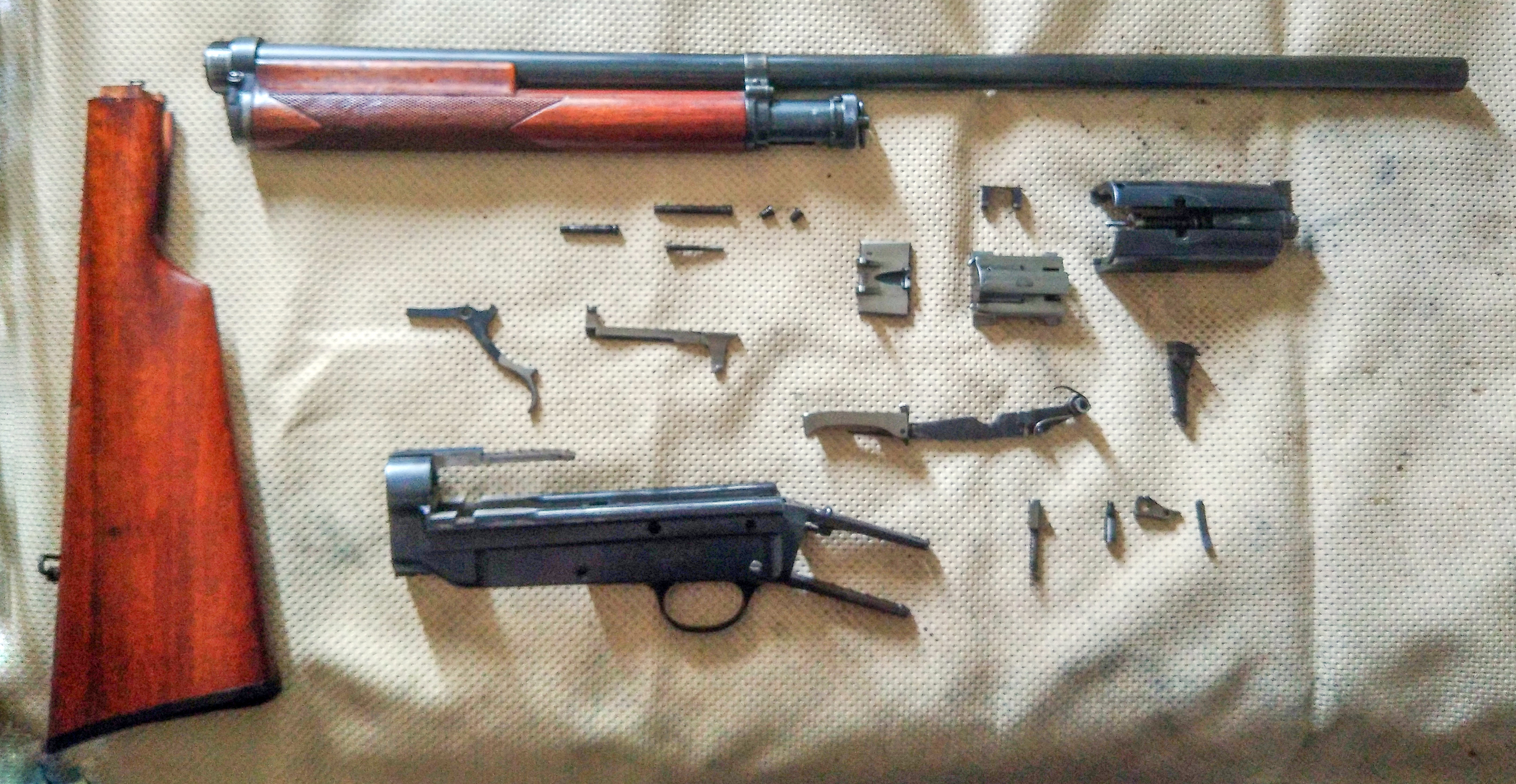
Il fucile Sjögren smontato in tutte le sue parti

Al momento dello sparo, il blocco inerziale tende a rimanere in posizione (seguendo la prima legge di Newton) mentre l’intera arma rincula all’indietro. Il rinculo iniziale dell’arma “supera” quello del blocco inerziale di circa 1,6 mm, andando a comprimere la molla accumulatrice che si trova tra la parte dell’arma in movimento e il blocco inerziale immobile. A tutti gli effetti, il blocco inerziale si muove “in avanti” rispetto all’interna arma. Una volta compressa, la molla accumulatrice si distende rapidamente spingendo indietro il blocco inerziale. Questo si porta dietro il percussore, che libera quindi il blocco di chiusura e ne permette di nuovo il movimento. Arretrando, il blocco inerziale si interfaccia con il blocco di chiusura grazie a due denti (parte della chiave di assemblaggio che tiene unito l’intero otturatore). Il blocco di chiusura bascula a questo punto verso l’alto, disimpegnando completamente il castello dell’arma e permettendo all’intero otturatore di arretrare come fosse un unico pezzo.
Nel movimento all’indietro un dente sagomato nel castello arresta l’espulsore relativamente all’intero otturatore e il bossolo viene lanciato fuori dall’arma. A fine corsa, l’otturatore si arresta fintanto che il nuovo colpo esce dal caricatore, colpendo l’interruttore di chiusura e svincolando l’otturatore che torna in posizione avanzata contro la culatta dell’arma azionando lungo il tragitto anche l'elevatore che permette al colpo successivo di essere camerato. A questo punto, prima di tirare il grilletto, l’operatore può notare come provando a muovere l’otturatore, il pezzo opponga una resistenza quasi nulla: l’effettiva “chiusura” dell’arma avviene solo con la pressione del grilletto e il rilascio del percussore.
Sparato l'ultimo colpo, l'arma rimane aperta in quanto non vi è nulla che attivi l'interruttore sull'alimentatore per chiudere l'otturatore. L'operatore può a questo punto inserire una cartuccia direttamente nella finestra di espulsione, chiudere l'otturatore tramite la leva posta al di sotto di esso e inserire le altre quattro munizioni nel caricatore tubolare sotto la canna. 
Nel caso si faccia scattare il percussore a vuoto, l'otturatore viene comunque bloccato in chiusura ma non vi sarà la forza dello sparo a riarmare il percussore. In questo caso, per aprire l'otturatore si dorvà per prima cosa armare il percussore manualmente, ruotando la leva posta sul retro del blocco inerziale: questa, tramite una camma, armerà il percussore che sarà poi tenuto in posizione dal dente d'arresto situato sotto all'otturatore e parte del blocco inerziale. Il dente d'arresto viene mantenuto in posizione da una molla posta sul lato inferiore del blocco inerziale e che esercita una pressione verso il basso sulla parte frontale del dente d'arresto, costringendo la parte posteriore a muoversi verso l'alto (e bloccando quindi il percussore in armamento). Quando si tira il grilletto, questo ruota attorno al perno centrale, premendo verso il basso su un pistoncino a molla che presenta un dente sul lato sinistro: questo si abbassa (comprimento una piccola molla contro il castello), tirandosi dietro la parte posteriore del dente di scatto grazie a un piccolo perno sagomato su quest'ultimo. La rotazione del dente di scatto attorno alla sua vite (visibile sul lato del blocco inerziale) su quest'ultimo di ruotare di pochi decimi di grado verso il basso liberando il percussore. Al momento dello sparo, il percussore viene spinto indietro dalla pressione nella camera di scoppio e, nel momento in cui l'otturatore comincia a muoversi, viene intercettato dal dente d'arresto spinto dalla sua molla. In caso di caricatore vuoto il ciclo si arresta e l'otturatore rimane bloccato in apertura. 

## Il fucile militare
L’idea iniziale di Sjögren era di creare un fucile semiautomatico alimentato da un caricatore a 5 colpi per l’esercito e nel 1905 il primo prototipo dell’arma era pronto per la presentazione. A seguire, sempre nel 1905, furono commissionati alla Håndvåbenværkstederne Kjøbenhavn sei esemplari dell’arma nei calibri 8 × 58 mmR (Danimarca) e 6,5 × 55 mm (Svezia). Quanche anno più tardi, nel 1911, la fabbrica danese produsse altri tre fucili camerati per la munizione russa 7,62 × 54 mm R. Nessuna di queste armi riuscì tuttavia a ottenere risultati soddisfacenti nei vari test condotti.
L'esercito britannico testò il fucile nel 1908: il risultato della prova di tiro (eseguita con un'arma camerata per una munizione che all'epoca fu denominata genericamente 7,63 mm Rimless) è poco chiaro, ma si può supporre che l'arma non abbia soddisfatto le aspettative inglesi. L'esemplare testato a Bisley è oggi custodito al National Firearms Center, nel Regno Unito. Un esemplare in 8 × 58 mmR, matricola B3862, è invece conservato al Tøjhusmuseet di Copenaghen.

## Il mercato civile
Il 20 luglio 1907 A. Karlsson, rappresentante della AB Svenska Vapen- och Ammunitionsfabriken si mise in contatto con l'esercito danese, in particolare il servizio tecnico dell'artiglieria, per negoziare la produzione della nuova arma e fu indirizzato nuovamente alla Håndvåbenværkstederne Kjøbenhavn. Visti i risultati tutt'altro che soddisfacenti della versione militare del fucile, Karlsson propose alla fabbrica danese di mettere in piedi una linea di produzione per un fucile a canna liscia calibro 12 che usasse il sistema di chiusura brevettato da Sjögren. 

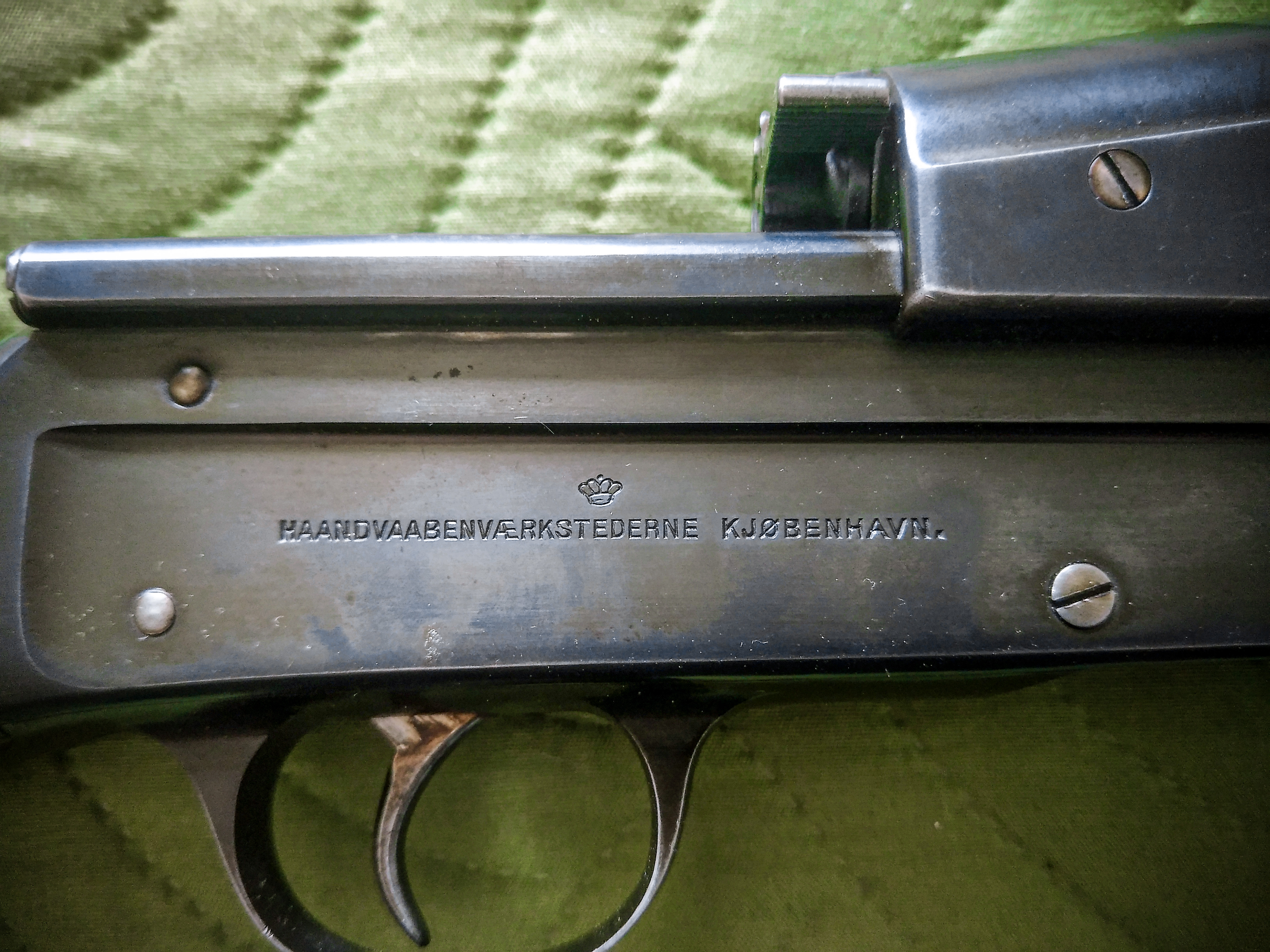
Il lato destro dell'arma, dove è ben visibile il nome del produttore sormontato dalla corona danese.

La trattativa si concluse il 24 agosto 1907, quando Karlsson accettò le condizioni di produzione che prevedevano una maggiorazione del 10% sul prezzo precedentemente concordato per l'arma: il produttore danese si sarebbe accolato i costi di sviluppo per modificare l'arma che sarebbe stata prodotta in versione smontabile (takedown) e con caricatore tubolare sotto la canna canna. 
La produzione cominciò alla fine dello stesso anno e per le armi si fece uso esclusivamente dell'acciaio fornito dall'azienda svedese Fagersta Bruk AG, rinomata all'epoca per la qualità dei suoi metalli. Le camere dei fucili venivano regolarmente testate a 900 atmosfere (91,2 MPa), ma alcuni esemplari furono ulteriormente spinti fino a 2.500 atmosfere (253,3 MPa) per dimostrare la grande affidabilità dell'acciaio impiegato. La commissione era per 5.000 fucili che sarebbero stati immatricolati a partire dal nº 1.001 per arrivare al 6.000. 
Il fucile montava di serie una canna da 700 mm con strozzatura che riduce in diametro da 18,1 mm a 17,4 mm (quello che viene comunemente indicato con ★★ all'italiana, o 3/4 choke in inglese). Allo stesso tempo furono anche ordinate 500 canne cilindriche (queste da 600 mm) acquistabili a parte come accessorio e oggi estremamente rare. 

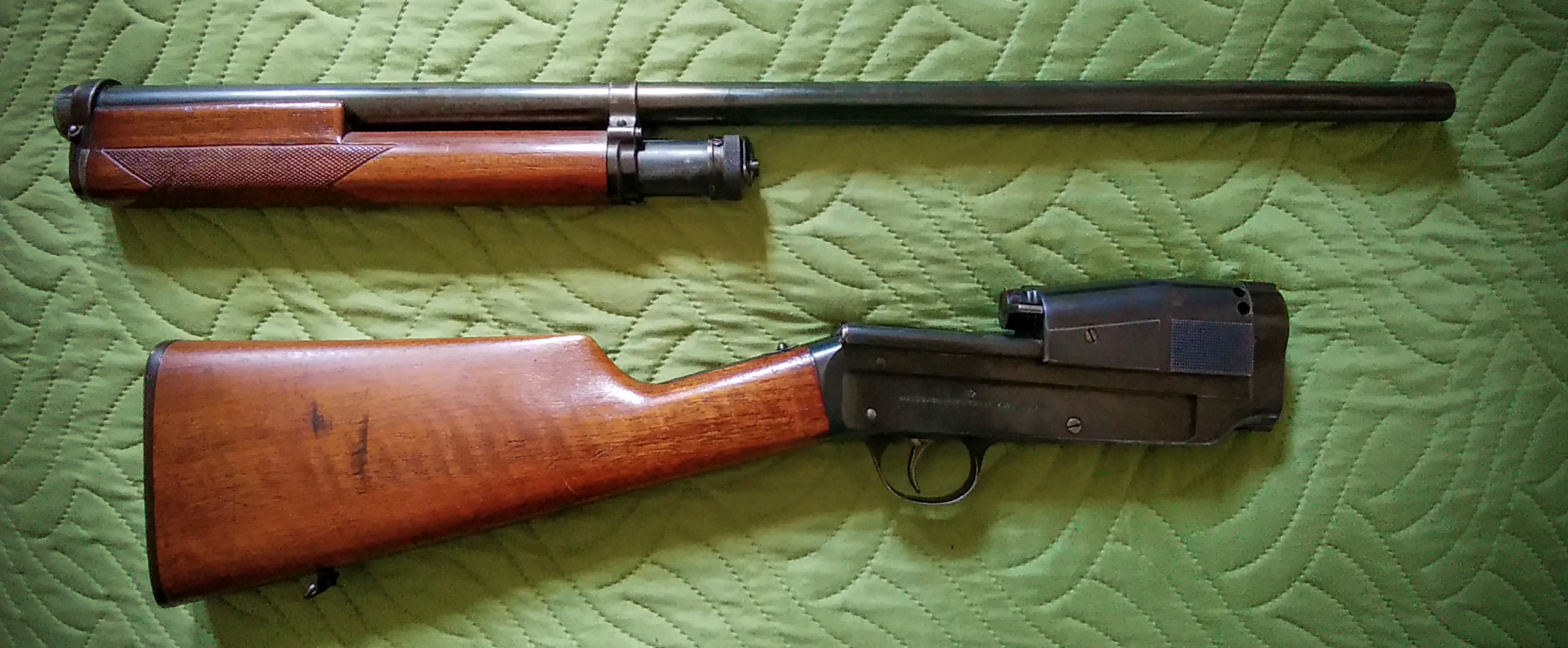
Uno Sjögren con canna da 700 mm, smontato per il trasporto.

A causa di alcuni imprevisti durante la produzione le consegne cominciarono solo nel 1909 ma Sjögren aveva nel frattempo trovato un modo per migliorare l'affidabilità dell'arma modificando la lunghezza e la rigidità delle molle, e molti degli esemplari già spediti/consegnati furono richiamati in fabbrica per l'aggiornamento. Nel 1910 furono infine consegnate anche le 500 canne cilindriche. 
Il contratto prevedeva un costo totale di 310.500 corone danesi (per fucili e canne), un terzo del quale fu pagato da Karlsson al momento della commissione come anticipo (KR 103.500). La rimanente somma sarebbe stata pagata alla consegna dei pezzi. A conti fatti, Karlsson avrebbe pagato circa KR 62 per ogni fucile. A tal proposito, è interessante notare come l'accordo di produzione e fornitura si concluda con il seguente passaggio: "[...] i prezzi concordati verranno trattati, come da richiesta dell'acquirente, con la massima discrezione". 
Il grosso ricarico che Karlsson applicò alle armi fu probabilmente il motivo per cui il fucile non ebbe il successo sperato neanche sul mercato civile. Come citato sopra, Karlsson riceveva le armi direttamente dalla fabbrica al prezzo di KR 62 a pezzo. Dai registri di Paul Pontsen (che aveva il suo negozio in Store Kongensgade, Copenaghen) sappiamo che le armi venivano acquistate dall'armaiolo al prezzo di KR 165 e rivendute al pubblico a KR 220. Questo significa che Karlssen aveva un margine di guadagno del 166% su ogni arma (KR 103), e su questo l'armaiolo doveva ricaricare un ulteriore 33% (KR 55) per assicurarsi un guadagno. Il prezzo dell'arma finiva per essere troppo alto rispetto alla concorrenza: basti pensare che nel catalogo 1912 del noto rivenditore londinese W.J. Jeffery & Co. un fucile Sjögren veniva proposto al prezzo di £ 12.20s mentre il più avanzato e affidabile Browning Auto-5 prodotto dalla FN era acquistabile per £ 9.00s, ovvero il 40% in meno. Il fucile di Browning divenne infatti uno dei più popolari fucili a canna liscia del XX secolo e la produzione (ininterrotta dal 1902) si è conclusa solo nel 1999 dopo quasi cento anni. 

## Eredità

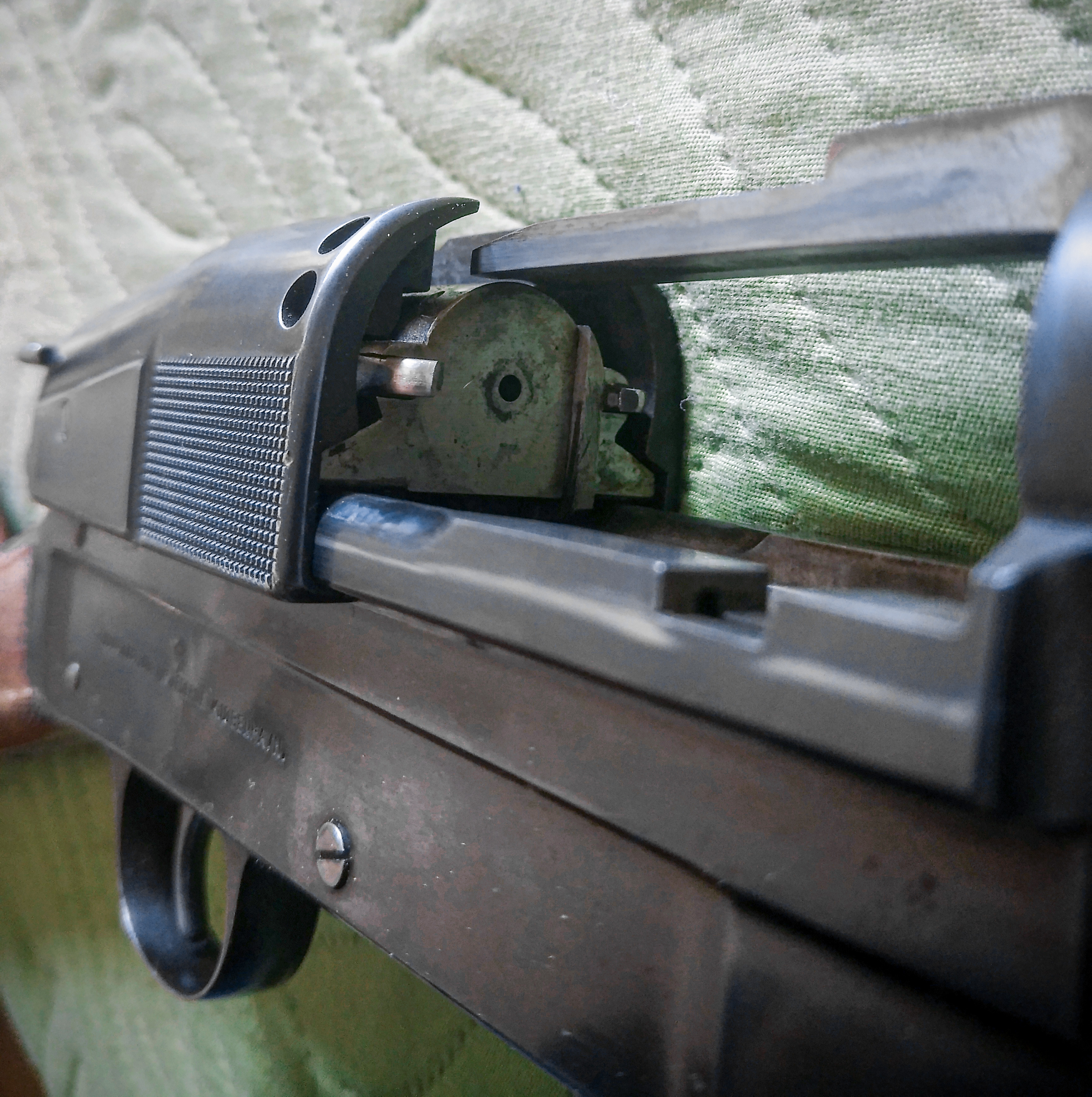
Il blocco otturatore dello Sjögren in apertura. La parte centrale in metallo lucido è l'otturatore vero e proprio, mentre il pezzo ad arco brunito attorno è il blocco inerziale che rallenta l'apertura dell'arma dopo lo sparo.

L'arma, dato anche il basso numero di esemplari prodotti, è oggi un pezzo non facile da trovare fuori dalla Svezia. Alcuni di questi fucili furono sicuramente importati in Russia negli anni subito precedenti la prima guerra mondiale e alcuni esemplari si trovavano ancora in giro nei negozi di Mosca e Leningrado negli anni Ottanta e Novanta. Di tanto in tanto alcuni esemplari vengono venduti in aste in vari paesi del mondo ma l'arma ha risentito molto dello scarso successo commerciale e ad oggi sono in pochi a conoscerla. Inoltre, il fucile non è progettato per usare le moderne cartucce da 70 mm, ma quelle da 65 mm: l'uso delle 70 mm è in realta tecnicamente possibile ma fortemente sconsigliato in quanto allo sparo l'apertura del bossolo andrà a ridurre il diametro della canna creando una sovrapressione potenzialmente pericolosa.
Negli anni Sessanta, l'ingegnere Bruno Civolani in collaborazione con l'azienda Benelli, ha brevettato un sistema di riarmo, chiamato Inertia Driven, che riprende concettualmente quanto proposto da Sjögren oltre mezzo secolo prima ma con alcuni accorgimenti e perfezionamenti che lo rendono più semplice, sicuro, affidabile e semplice da smontare. Il sistema è ancora oggi alla base di varie armi prodotte dalla Benelli, tra cui il famoso fucile M3 Super 90 ancora oggi in produzione e la pistola B76.
Un'altra arma interessante che sfrutta parzialmente il principio d'inerzia per il suo funzionamento è il Mauser Selbstladegewehr M1916, prodotto in circa 600 esemplari dalla Mauser durante la prima guerra mondiale. In questo caso il bloccaggio della culatta è garantito da due alette che vengono però sbloccate al momento dello sparo dal movimento del fucile durante il rinculo e una placca metallica con due camme che invece tende a rimanere ferma relativamente al resto del fucile che invece arretra.
In anni recenti il fucile è apparso in alcuni videogiochi, tra cui Battlefield 1, Battlefield V e Generation Zero (dove è stato rinominato Sjöqvist) e questo ha contribuito a dare visibilità all'arma.